# 梅利莎·羅克斯堡
梅利莎·羅克斯堡（英語：Melissa Roxburgh，1992年12月10日—）為一名加拿大演員，曾於2011年參與遜咖冒險王2的演出，於2016年參與星際爭霸戰：浩瀚無垠的演出。在影集命運航班中飾演主角米凱拉·史東（Michaela Stone）。